# Vuelo 3949 de Khabarovsk United Air Group
El vuelo 3949 de Khabarovsk United Air Group fue un vuelo de pasajeros nacional ruso de Yuzhno-Sakhalinsk a Khabarovsk operado por Khabarovsk United Air Group, que se estrelló el 7 de diciembre de 1995 hora local (6 de diciembre UTC), matando a las noventa y ocho personas a bordo (incluidos seis niños). El accidente ocurrió después de que la aeronave entrara en una espiral descendente pronunciada durante un vuelo automatizado a una altitud de 10.600 metros (34.800 pies).
El operador de aeronaves, Khabarovsk United Air Group, más tarde fue rebautizado como Dalavia y cerró en 2008.

## Aeronave
El avión Tupolev Tu-154B-1, implicado en el accidente, fue fabricado el 30 de julio de 1976 con el número de serie 76А164. Antes del accidente acumuló 30.001 horas de vuelo y sufrió cuatro reparaciones, la última el 23 de septiembre de 1991. Al igual que otros aviones ex soviéticos, sus letras de matrícula en el período soviético eran «СССР»; más tarde, las letras se cambiaron a «RA».
En el momento del accidente, la tripulación estaba formada por el capitán Viktor Sumarokov, el primer oficial Stanislav Revidovich, el oficial de navegación Alexander Martynov, el ingeniero de vuelo Grigory Moroz y cuatro asistentes de vuelo. El peso de despegue estaba dentro de los límites aceptables, en 82.600 kilogramos (182.100 lb), y el peso del combustible era de 15.100 kilogramos (33.300 lb).

## Accidente
La aeronave navegaba a 10.600 metros (34.800 pies) (según el informe de investigación; alternativamente, a 9.600 metros (31.500 pies)) y desapareció del radar poco después de realizar un informe ATC de rutina. El último contacto con ATC se realizó a las 03:00 a. m. hora local (17:00 UTC). Ocho minutos más tarde, la aeronave se estrelló contra la montaña Bo-Dzhausa con una velocidad vertical de unos 300 m/s y un ángulo de cabeceo de unos 70 grados. El avión se desintegró en numerosos fragmentos.
La investigación enumeró cinco posibles causas, cuya combinación podría haber provocado el accidente. Se cree que para contrarrestar la tendencia de vuelo bajo del ala izquierda, la alimentación de combustible se seleccionó solo de los tanques de combustible del ala izquierda. El desequilibrio de combustible probablemente hizo que la aeronave se inclinara hacia la derecha y el piloto automático pudo contrarrestarlo durante 35 minutos después del despegue.
El lugar del accidente fue encontrado el 18 de diciembre de 1995 por la tripulación de un helicóptero Mil Mi-8.